# Víktor Noguín
Víktor Pávlovich Noguín (ruso: Ви́ктор Па́влович Ноги́н) (Moscú, Imperio ruso, 14 de febrero de 1878-Moscú, Unión Soviética, 22 de mayo de 1924) fue un revolucionario bolchevique, político y estadista soviético de Moscú, que ocupó numerosos altos cargos en el partido y en el gobierno, entre ellos el de presidente del Comité Militar Revolucionario de Moscú y presidente del Presidium del Comité Ejecutivo del Consejo de Diputados Obreros de Moscú (Sóviet de Moscú). Fue miembro del primer Consejo de Comisarios del Pueblo, es decir, del primer Gobierno de la Rusia Soviética, y Comisario del Pueblo para el Comercio y la Industria.

## Biografía
Noguín, nacido en Moscú (Rusia), de familia de oficinistas. Dejó la escuela a los 14 años y trabajó en una fábrica textil de San Petersburgo. En 1898 se afilió al Partido Laborista Socialdemócrata Ruso (RSDLP). Ese mismo año fue detenido y exiliado a Poltava. En 1900 emigró. Regresó a Rusia, tras haber aceptado actuar como distribuidor de Iskra, el periódico fundado en el extranjero por Vladimir Lenin y Julius Martov. Cuando el RSDLP se dividió en facciones en 1903, Noguín se unió a los bolcheviques. En 1907, fue delegado al congreso del RSDLP en Londres, donde fue elegido miembro del Comité Central. Durante sus años como revolucionario, operando ilegalmente en Rusia, fue detenido ocho veces y escapó seis.
Dentro de la facción bolchevique, Noguín era un «conciliador» que quería reunificar al RSDLP. En enero de 1910, fue uno de los organizadores de una conferencia de tres semanas en París, convocada por el Comité Central. Como parte de los preparativos, viajó a Bakú, con la esperanza de reclutar a Iósif Stalin, entonces conocido como «Koba», pero no consiguió ponerse en contacto con él. En la conferencia, Lenin fue repetidamente superado en las votaciones, ya que los delegados decidieron a favor de reunificar a bolcheviques y mencheviques. Según Nadezhda Krupskaya, viuda de Lenin, Noguín quería «unir a todo el mundo», incluidos los que querían abandonar la actividad ilegal, pero cuando regresó a Rusia para intentar poner esto en práctica, fue rechazado por los bolcheviques de allí. Fue arrestado en abril de 1911, por última vez, y pasó cinco años en prisión.
En 1917, Noguín era uno de los líderes de la rama moscovita de los bolcheviques. En abril, presidió la conferencia del partido convocada mientras Lenin seguía ausente en el extranjero, y cuando un delegado solitario planteó la posibilidad de una segunda revolución bolchevique (la Revolución de Febrero democrática se había producido a principios de ese año), Noguín lo declaró fuera de lugar.
Tras el regreso de Lenin y su llamamiento a una segunda revolución, Noguín fue uno de los principales bolcheviques que se opusieron a él. En el VI Congreso del Partido, en agosto, advirtió: «¿Es posible, camaradas, que nuestro país haya dado tal salto en dos meses que ya esté preparado para el socialismo? ¿Dónde están nuestros aliados? Hasta ahora, sólo tenemos la simpatía platónica del proletariado de Europa occidental... Sólo encontraremos apoyo activo en los soviets «podridos»". A pesar de estar en lo que pronto se convirtió en minoría, fue reelegido miembro del Comité Central en agosto, con la quinta votación más alta (por detrás de Lenin, Grigori Zinóviev, Lev Kámenev y León Trotski. Fue miembro del Comité Provisional durante la lucha contra el asunto del general Lavr Kornílov en Petrogrado. Fue miembro del Comité Ejecutivo del Soviet de Diputados del Pueblo de Moscú. Como presidente del Comité Militar-Revolucionario de Moscú, Noguín intentó dirigir un traspaso de poder pacífico e incruento a los bolcheviques, con la esperanza de evitar más derramamiento de sangre en Moscú. Ante una sesión del Comité Central del RSDLP el 1 de noviembre de 1917, se unió a la defensa de la creación de un gobierno de coalición en el que participaran todos los partidos socialistas. Esto fue rechazado por otros bolcheviques y no se llevó a cabo.
Noguín fue nombrado Comisario del Pueblo para el Comercio y la Industria tras la Revolución de Octubre, pero dimitió el 17 de noviembre, junto con Kámenev, Zinóviev, Ríkov, Milyutin y otros, después de haber presentado una declaración en la que repudiaba «la conservación del poder de un gobierno puramente bolchevique por medio del terror».

Noguín reconoció formalmente «sus errores» el 12 de diciembre de 1917, pero ante la insistencia de Lenin, su petición de ser readmitido en el Comité Central no fue concedida hasta enero de 1918, cuando fue nombrado Comisario de Trabajo para la región de Moscú. En marzo, fue expulsado definitivamente del Comité Central, pero en abril Noguín fue nombrado Vicecomisario del Pueblo para el Trabajo, donde gozó de gran autoridad en los círculos del comercio exterior y la industria y acompañó a Leonid Krasin a Londres para las negociaciones sobre el Acuerdo Comercial Anglo-Soviético.

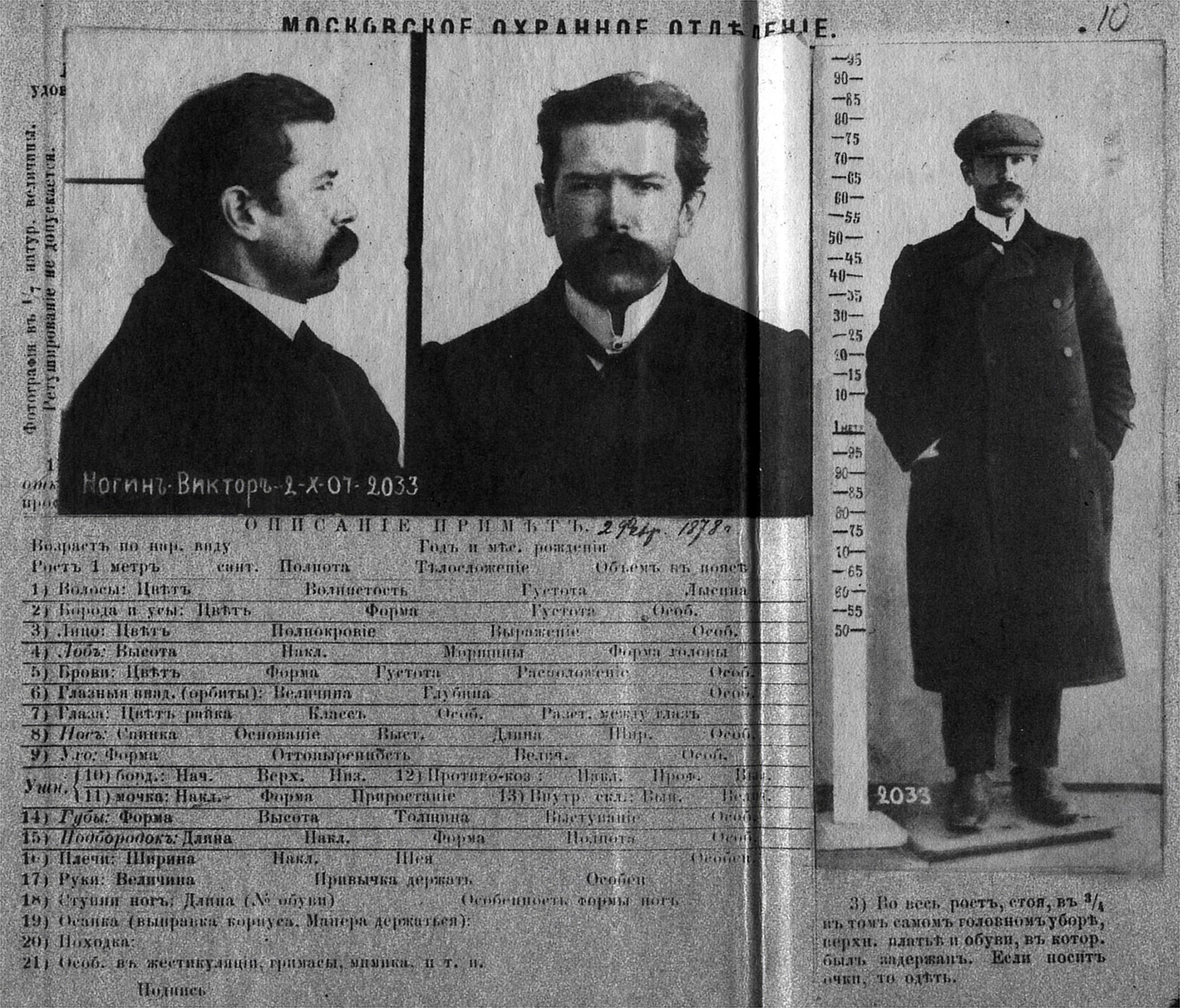
Ficha policial de Noguín (1907)

En 1923, Noguín fue nombrado jefe del trust textil soviético. Ante la imposibilidad de comprar algodón en bruto en Estados Unidos, Noguín viajó a Nueva York en agosto de 1923 y negoció un acuerdo con Anderson, Clayton & Co, uno de los mayores exportadores de algodón de Estados Unidos, que constituyó el primer acuerdo comercial entre una empresa estadounidense y el régimen comunista. Durante su estancia allí, ayudó a la administración Coolidge a comunicarse con Moscú utilizando el código del gobierno soviético, en un intento de establecer relaciones entre ambos países.
Murió poco después de regresar a Moscú. Los restos de Víktor Noguín están enterrados en la Necrópolis de la Muralla del Kremlin en la Plaza Roja de Moscú.
Arthur Ransome describió a Noguín como «un ruso extremadamente capaz y enérgico, tan capaz que me costaba creer que pudiera ser realmente ruso».

## Cargos
Se indican a continuación las posiciones en el gobierno y en el Partido Bolchevique desempeñadas por Víktor Noguín:
- Miembro del Comité Ejecutivo del Sóviet de Diputados Obreros de Moscú (antes de 1917)
- Miembro del Comité Central, elegido en el VI Congreso del Partido Obrero Socialdemócrata de Rusia (julio-agosto de 1917)
- Presidente del Sóviet de Diputados Obreros de Moscú, sucediendo al menchevique L. M. Jinchuk, que dimitió (5 de septiembre de 1917)
- Alcalde de Moscú como presidente del Presídium del Comité Ejecutivo del Sóviet de Diputados Obreros de Moscú (19 de septiembre de 1917-13 de noviembre de 1917)
- Comisario del Pueblo de Comercio e Industria en el primer gabinete del Consejo de Comisarios del Pueblo elegido por el II Congreso Panruso de los Sóviets (8 de noviembre de 1917)
- Comisario de Trabajo del Óblast de Moscú y diputado de la Asamblea Constituyente (17 de noviembre de 1917)
- Vice Comisario del Pueblo de Trabajo de la República Socialista Federativa Soviética de Rusia (abril de 1918)
- Presidente de la Comisión Central de Auditoría del Partido Comunista de la Unión Soviética (16 de marzo de 1921-22 de mayo de 1924)

## Legado
La histórica ciudad de Bogorodsk, del siglo XIV, fue rebautizada Noguinsk en su honor en 1930. En 1934, la Oficina de Correos de la URSS emitió un sello de 15 kopeks en su honor.  Una estación del metro de Moscú Kitáy-Górod se llamó Plóshchad Noguiná hasta 1990, en honor a una plaza del centro de Moscú que fue rebautizada con el nombre de Víktor Noguín en 1924 (ahora recupera el antiguo nombre de plaza Slavyanskaya). Todavía existen calles con el nombre de Noguín en muchas ciudades rusas, como San Petersburgo, Nizhni Nóvgorod, Volgogrado, Novosibirsk, Pávlovski Posad, Samara y Sérpujov.